# Neobisium granulosum
Espèce
Synonymes
- Neobisium granulatum Beier, 1939 nec Beier, 1937

Neobisium granulosum est une espèce de pseudoscorpions de la famille des Neobisiidae.

## Distribution
Cette espèce est endémique de Roumanie. Elle se rencontre vers Sebeș.

## Systématique et taxinomie
Cette espèce a été décrite sous le nom Neobisium granulatum par Beier en 1939. Ce étant préoccupé par  Neobisium granulatum Beier, 1937, elle est renommée Neobisium granulosum par Beier en 1963.

## Publications originales
- Beier, 1963 : Ordnung Pseudoscorpionidea (Afterskorpione). Bestimmungsbücher zur Bodenfauna Europas. Bestimmungsbücher zur Bodenfauna Europas. Berlin, p. 1-313.
- Beier, 1939 : Pseudoscorpionidea de Roumanie. Bulletin du Musée Royal d'Histoire Naturelle de Belgique, vol. 15, p. 1-21.